# Humbertioturraea baronii
Humbertioturraea baronii là một loài thực vật có hoa trong họ Meliaceae. Loài này được (C. DC.) Cheek mô tả khoa học đầu tiên năm 1989.